# Georg Werner
Karl Oskar Georg (Georg) Werner (Stockholm, 8 april 1904 - aldaar, 26 augustus 2002) was een Zweeds zwemmer.
Georg Werner nam eenmaal deel aan de Olympische Spelen; in 1924. In 1924 maakte hij deel uit van het zweedse team dat brons wist te veroveren op het onderdeel 4x200 m vrije slag.
Werner speelde voor de club SoIK Hellas. Verder weet hij op het Europees kampioenschap in 1926 brons te halen in de onderdelen 100 meter vrije slag en 4x200 meter vrije slag.
Åke Borg · 
Arne Borg · 
Thor Henning · 
Gösta Persson · 
Orvar Trolle · 
Georg Werner